# The Sandman (filme)
The Sandman (no Brasil, Sandman: Pesadelo Real) é um filme de terror norte-americano de 2017 escrito e dirigido por Peter Sullivan e estrelado por Haylie Duff e Tobin Bell. Stan Lee atuou como produtor executivo do filme. Foi lançado em 14 de outubro de 2017.

## Premissa
A história de uma menina de oito anos, Madison, que ao perder o pai, vai viver com sua problemática tia Claire, uma artista decadente moradora das proximidades. Não demora muito para que Claire note que a menina tem poderes incomuns, incluindo a habilidade de manifestar uma entidade a qual chama de Sandman. Claire rapidamente começa a suspeitar que Sandman possa ser responsável não apenas pela morte do pai de Madison, mas por muitas outras vítimas pelo país. Com uma agência governamental suspeita se aproximando da jovem, Claire e Madison terão que trabalhar juntas para encontrar uma maneira de parar o "The Sandman" antes que ele faça sua próxima vítima.

## Elenco
- Haylie Duff como Claire
- Tobin Bell como Veletine
- Shaun Sipos como Wyatt
- Shae Smolik como Madson
- Amanda Wyss como Dra. Amanda Elliott
- Jason-Shane Scott como Colton
- Lyn Alicia Henderson como Abigail Farmer
- Paul Logan como Heller

## Recepção
A Dread Central premiou o filme com duas estrelas de cinco.